# Scleria baldwinii
Scleria baldwinii là loài thực vật có hoa trong họ Cói. Loài này được (Torr.) Steud. miêu tả khoa học đầu tiên năm 1855.